# Malaysia-Singapore Second Link
Le Malaysia-Singapore Second Link, en malais Laluan Kedua Malaysia-Singapura, officiellement à Singapour Tuas Second Link (du nom du quartier singapourien (en) dans lequel il débouche), est un pont transfrontalier entre la Malaisie et Singapour reliant l'extrémité de la péninsule Malaise, notamment la périphérie ouest de la ville de Johor Bahru, à Pulau Ujong, la principale île de Singapour, en franchissant le détroit de Johor à son extrémité occidentale. 
Avec la chaussée Johor-Singapour, il constitue le seul lien physique entre ces deux pays.
Long de 1 920 mètres pour une largeur 25 mètres, cet ouvrage fut inauguré en 1998, et supporte une autoroute baptisée Second Link Expressway (en) en Malaisie et Ayer Rajah Expressway (en) à Singapour.